# Festival di Pesaro
Il Torneo Internazionale di Musica Leggera, più conosciuto con il nome di Festival di Pesaro, è una manifestazione musicale che si tenne a partire dal 1958 nella città di Pesaro.
Il Festival venne trasmesso nel corso delle varie edizioni dalla Rai.
Alla manifestazione partecipavano anche cantanti stranieri.

## I vincitori
- 1958: Wera Nepy, Al chiaro di luna porto fortuna (testo di Alberto Testa; musica di Carlo Alberto Rossi) (Carish)
- 1959: Jenny Luna e Joe Sentieri, Ritroviamoci (testo di Giorgio Calabrese; musica di Carlo Alberto Rossi)
- 1960: Flo Sandon's e Lia Scutari, È ritornato il sole (testo di Lyda Roccella; musica di Renato Stretti)
- 1961: Jolanda Rossin e Luciano Tajoli, Eclissi di sole (testo e musica di Galassini-De Marco) (Carisch)
- 1962:
- 1963: Ambra Massimo e Noris De Stefani, Amore vuole, vuole amor (testo e musica di Tumminelli-Olivieri)
- 1964:
- 1965:
- 1966: Brunetta, Baluba shake (Ri-Fi)
- 1967: Lolita
- 1968:
- 1969: Lolita, L'ultimo ballo d'estate
- 1970:
- 1971: Paolo Mengoli, Ora ridi con me (Jet)
- 1972: Bruno Baresi, Il mondo gira come vuole (Las Vegas
- 1973:
- 1974: Valentina Greco (Cipiti)

## I partecipanti delle varie edizioni
1958
La prima edizione del festival si svolge il 4, 5 e 6 luglio.Oltre a Wera Nepy, altri concorrenti sono riportati sul sito del maestro Alberto Testa (v. Bibliografia).

### 1959
A questa edizione, che si tiene il 4 e il 5 agosto, trasmessa in diretta sul primo Canale, partecipano 21 cantanti, di cui 12 italiani e 9 stranieri; i presentatori di questa prima edizione sono Enzo Tortora e Adriana Serra.
I cantanti sono accompagnati nelle esecuzioni o dall'orchestra diretta da Nello Segurini (con il coro del Conservatorio Gioachino Rossini di Pesaro) o dal quintetto di Carlo Arden, e le canzoni sono eseguite in doppia esecuzione, melodica e ritmata.
La giuria è composta da 9 giornalisti italiani, 9 stranieri e 100 spettatori sorteggiati tra il pubblico presente al Palazzo dello Sport di Pesaro
1. Jenny Luna (melodica) e Joe Sentieri (ritmata), Ritroviamoci (testo di Giorgio Calabrese; musica di Carlo Alberto Rossi)
2. Achille Togliani (melodica) e Ambra Massimo (ritmica), Reve d'amour (testo e musica di Giovanni D'Anzi
3. Wilma De Angelis (melodica) e Joe Sentieri (ritmata), Quando i grilli cantano (testo di Gian Carlo Testoni; musica di Battista Rampoldi)

- Paulette Vermont (Svizzera)
- Dusan Jaksic e Anica Zubovic (Jugoslavia)
- Stella Dizzy, Soltanto una canzone (RCA Camden)
- Renato Sambo,
- Wilma De Angelis
- Carol Danell
- Johnny Ritter
- Duo Jolly
- Elsa Bertuzzi
- Ariodante Dalla

### 1960
1. Flo Sandon's e Lia Scutari, È ritornato il sole (testo di Lyda Roccella; musica di Renato Stretti)
2. Mara Del Rio, Da un giorno all'altro (testo di Luciana Medini e Adele Gallotti; musica di Franco De Paoli)
3. Umberto Bindi, Se ci sei (testo di Giorgio Calabrese; musica di Umberto Bindi), a pari merito con Gino Latilla, Incendio (testo e musica di Frugoni)

- Anita Traversi (Svizzera), Il paese dell'amore (testo e musica di Mario Robbiani)
- Gaby Novak e Marco Novasel (Jugoslavia): Intermezzo
- Carla van Renesse (Olanda): Adolescenti Cha Cha Cha
- Marika Verry (Ungheria), Luna sul Volga
- Zimra Ornatt (Israele), Hoppahey
- Carli Tornehave (Svezia)
- Slawa Przybylaka (Polonia), Quando fioriscono i ciliegi
- Georgette (Germania ovest), Angelo celeste
- Narciso Parigi, In un mondo d'amore
- Ambra Massimo, Buongiorno amore (testo e musica di Giovanni D'Anzi)
- Fiorella Bini, Fumo e guardo la luna (testo di Giampiero Barone; musica di Giovanni Marabotto) - Emanuela Records
- Giorgia, Richiami d'amore
- Silvia Guidi
- Renata Grechi
- Ivo Carlini
- Jimmy Fontana
- Paula
- Rob Nebbia

### 1961
1. Jolanda Rossin e Luciano Tajoli, Eclissi di sole (testo e musica di Galassini-De Marco) (Carisch), a pari merito con Jula de Palma e Ambra Massimo, È caduta una stella (testo Meneghini; musica di Irene Giura Longo)
2. Narciso Parigi e Mara Del Rio, Pezzetti di cuore (testo e musica di Olivares e Narciso Parigi)

### 1963
Le canzoni sono in doppia esecuzione.
- Ambra Massimo e Noris De Stefani, Amore vuole, vuole amor (testo di Sandro Tuminelli; musica di Dino Olivieri)
- Marisa Terzi e Mimì Berté, Ombrello blu (testo di Biri; musica di Carlo Alberto Rossi)
- Jolanda Rossin e Arturo Testa, Concerto d'amore (testo e musica di Costi-Ferrara)
- Gian Costello e Arturo Testa, Mariolina (testo di Nisa; musica di Pino Massara)
- Bruna Lelli e Miriam Del Mare, Tremila lune (testo di Vito Pallavicini; musica di Elio Isola)
- Elsa Quarta e Wilma De Angelis, Ti amo (testo e musica di Rolla-Negri)
- Bruno Venturini, Che voglio a te? (Royal)
- Nella Bellero, Per un po' (Style)
- Ugo Calise
- Narciso Parigi
- Rossella Masseglia Natali

### 1964
Questa edizione viene presentata da Corrado con Gianna Giacchi ed Helen Chanel; con 44 cantanti in gara è stata l'edizione con più partecipanti in assoluto
- Michelle Sécher (Francia)
- Audrey (Francia)
- Leopoldo
- Rika Zarai
- Françoise Hardy (Francia)
- Giagrup Singh (India), Vestita di rosa
- Nevil Cameron
- Los Tres Caballeros
- Brigitte Nicolas
- Pierre Barouh
- Michele Paje
- Alice Dona (Francia)
- Daniel Gerard
- Jan Pierre & Natalie
- Margarita Nikolova
- Michele
- Remo Germani
- Loris Banana
- Gianni Rock, Preghiera (Zeus)
- Gianna Casale, Aufwiedersehen Pesaro
- Paul Zarino, Parole di fuoco
- Noris De Stefani
- Bruno Lauzi
- Isabella Iannetti
- Vasso Ovale
- Britta Martel
- Little Tony
- Paolo Dani
- Peppino Gagliardi
- Piero Focaccia
- Ricky Gianco
- Fausto Leali
- Gianni Maser
- Marisa Fracci
- Orietta Berti
- Pino Donaggio

### 1965
A questa edizione partecipano 27 cantanti, di cui 18 italiani e 9 stranieri; la presentatrice è Antonella Miotto.
- Vladimir (Unione Sovietica): Mezzanotte a Mosca
- Gino (Sudan): Pensa un poco a me
- Udo Jürgens (Austria): Ora che io ti amo
- Audrey e Danyel Gerard (Francia): Senza l'amore ('Vivre sans amour')
- Mary Spiteri (Malta): Non pensare
- Marisa Frigerio (Svizzera): Quel giorno... (M.Robbiani-Testoni)
- Sonja (Argentina): Cono panna e fragole
- Ingrid Schoeller (Germania Ovest):
- Vasso Ovale: Come te
- Gianni Mascolo: Innamoratamente
- Paola Neri: T'amo più di lei
- Maria Doris: La finta tonata
- Franco Talò: Mi fai tanto male
- Le Snobs: Ma lascialo e Non ci pensare più
- Nicola Di Bari: Piangerò
- Peppino Gagliardi: Grazie caldo sole
- Roberta Mazzoni: Ho sofferto per te
- Ornella Vanoni: Caldo
- Wilma Goich: Un bacio sulle dita
- Michele: Ti senti sola stasera
- Los Marcellos Ferial: Bella ciao
- Isabella Iannetti: Sono tanto innamorata
- Ricky Gianco: E quando
- Noris De Stefani: La-lalalà
- Gianni Di Cristina: Abbi pietà

### 1967
In questa edizione è stato fatto un sorteggio a terne (tre cantanti per volta) per stabilire l'ordine di apparizione, Ogni terna di cantanti è stata intervallata dalla esibizione di un complesso. 
- Jonathan & Michelle, Occhiali da sole (Ri-Fi)
- Marta Lami, M'innamorai di te (Pathé)
- Mino Reitano, Hai già sofferto tanto (Dischi Ricordi)

Gli altri cantanti in gara: Little Tony, Pino Donaggio, Wilma Goich, Edoardo Vianello, Dino, Annarita Spinaci, Franco Tozzi, Anna Identici, Peppino Gagliardi, Mario Guarnera, I Marcellos Ferial, Pat Capogrossi, Leonardo, Gianni Mascolo, Al Bano, Isabella Iannetti, Ljupka e Tina Polito. 
I complessi fuori gara: i Corvi, i Nomadi, i Dik Dik, i Rogers, i Califfi e The Bushmen.  

### 1969
1. Lolita, L'ultimo ballo d'estate
2. Mino Reitano, Daradan

- Isabella Iannetti, Cuore innamorato
- I Sagittari, Vacanze a Pesaro (Telerecord)

### 1970
- Anna Maria Izzo, La corriera

### 1971
- Paolo Mengoli, Ora ridi con me

### 1972
- Franco Tortora, (La Voce del Liri)
- Maria Collicelli, E poi (Sci records)